# 25890 Louisburg
25890 Louisburg (2000 VG38) là một tiểu hành tinh vành đai chính được phát hiện ngày 3 tháng 11 năm 2000 bởi L. Robinson ở Sunflower Observatory.